# Tristão Ferreira de Almeida
Francisco Tristão Ferreira de Almeida, igualmente conhecido como Tristão Ferreira de Almeida, foi um engenheiro e político português.

## Biografia

### Carreira profissional
Exerceu a posição de presidente da Câmara municipal de Viseu, tendo-se denotado por ter efectuado várias obras de grande vulto neste concelho, como a remodelação do Parque do Fontelo, a modernização da Estação Ferroviária de Viseu e dos seus acessos rodoviários e ferroviários, e a construção de uma estrada para a localidade de Vale de Besteiros e de uma central de camionagem; renovou, igualmente, os mercados e os transportes urbanos, e empreendeu várias obras de cobertura no Parque Linear do Pavia. Também foi director de exploração da Companhia dos Caminhos de Ferro do Vale do Vouga, e colaborador da Gazeta dos Caminhos de Ferro.
Em Setembro de 1951, foi um dos representantes da Companhia dos Caminhos de Ferro Portugueses, nas reuniões das subcomissões da União Internacional de Caminhos-de-Ferro, no Palácio de Valenças, em Sintra.

### Falecimento e família
Faleceu em Viseu, no dia 24 de Agosto de 1953, com 68 anos de idade; estava casado com Elídia da Fonseca Amarante Ferreira de Almeida, e era pai de José Alberto da Fonseca Ferreira de Almeida, Francisco da Fonseca Ferreira de Almeida, e António da Fonseca Ferreira de Almeida.